# Tomomi Okazaki
Tomomi Okazaki (n. 7 septembrie 1971, Kiyosato⁠(d), Prefectura Hokkaidō, Japonia) este o sportivă ce a reprezentat Japonia, medaliată olimpică. A participat la 5 ediții ale Jocurilor Olimpice (1994, 1998, 2002, 2006, 2010) în care a câștigat o medalie de bronz.